# Мис таен агент 2
„Мис таен агент 2: Въоръжена и прекрасна“ (на английски: Miss Congeniality 2: Armed and Fabulous) е американска комедия от 2005 година на режисьора Джон Паскуин, по сценарий на Марк Лорънс. Във филма участват Сандра Бълок, Реджина Кинг, Енрике Муричано, Уилям Шатнър, Ърни Хъдсън, Хедър Бърнс, Дийдрик Бейдър и Трийт Уилямс. Продължение е на „Мис таен агент“ (2000).
Филмът е пуснат от Warner Bros. Pictures на 24 март 2005 г. и печели повече $101 милиона в световен мащаб, но получава негативни отзиви от критиците.

## Актьорски състав
| Изпълнител        | Роля           |
| ----------------- | -------------- |
| Сандра Бълок      | Грейси Харт    |
| Реджина Кинг      | Сам Фулър      |
| Енрике Муричано   | Стан Фийлдс    |
| Уилям Шатнър      | Стенли Фийлдс  |
| Ърни Хъдсън       | Хари Макдоналд |
| Хедър Бърнс       | Шерил Фрейзър  |
| Дийдрик Бейдър    | Джоел          |
| Вик Чао           | Агент Хилс     |
| Трийт Уилямс      | Уолтър Колинс  |
| Джон ДиРеста      | Агент Клонски  |
| Ейбрахам Денруби  | Лу Стийл       |
| Ник Офърман       | Карл Стийл     |
| Айлийн Бренън     | Карол Фийлдс   |
| Стивън Тоболовски | Том Абернати   |
| Елизабет Рьом     | Джанет         |
| Лесли Гросман     | Пам            |
| Лусия Струс       | Джанин         |
| Меган Кавана      | Шърли          |
| Моли Готлив       | Присила        |
| Доли Партън       | Себе си        |
| Кристофър Форд    | Джейсън        |
| Реджис Филбин     | Себе си        |
| Джо Филбин        | Себе си        |
| Октавия Спенсър   | Октавия        |
| Рос Адам          | Брайън Косфорд |

## В България
В България филмът е пуснат по кината на 15 април 2005 г. от Александра Филмс.
На 27 юли 2005 г. е издаден на VHS и DVD от Съни Филмс.
На 17 януари 2010 г. е излъчен за първи път по PRO.BG.
| Обработка           | Имидж Продакшън                                                        |
| ------------------- | ---------------------------------------------------------------------- |
| Озвучаващи артисти  | Ирина Маринова Татяна Етимова Марин Янев Емил Емилов Станислав Пищалов |
| Преводач            | Лилия Дончева                                                          |
| Тонрежисьор         | Румен Ганев                                                            |
| Режисьор на дублажа | Ивайло Чилингирян                                                      |